# Franco Scapini
Pour les articles homonymes, voir Scapini.
Franco Scapini, né le 7 avril 1962 à Varèse en Lombardie, est un pilote automobile italien.

## Biographie sportive
Franco Scapini commence sa carrière de pilote automobile en Championnat d'Europe de Formule 3 en 1981 et dispute plusieurs courses dans cette discipline (sans toutefois prendre part à des saisons complètes) jusqu'en 1983. 
Il s'engage en Championnat d'Italie de Formule 3 la saison suivante au sein de l'écurie Automotor et se classe quatrième du championnat avec trois victoires. En 1986, il dispute quelques épreuves de championnat international de Formule 3000 ce qui lui permet ensuite de rejoindre l'écurie de Formule 1 Scuderia Minardi en 1987 en tant que pilote d'essais. 
En 1988, Scapini fait une apparition en American Racing Series, puis retourne disputer deux épreuves de Formule 3000 en 1989. Pressenti pour piloter la monoplace Life L190 en Formule 1 après le départ de Gary Brabham, le pilote italien se voit refuser sa super-licence par la FIA pour manque d'expérience. Ernesto Vita le nomme néanmoins pilote d'essais mais, faute de moyens financiers, Scapini ne participera qu'à une seule séance de test en fin de saison.
En 1991, Scapini prend le départ d'une épreuve  de CART IndyCar World Series au sein de l'écurie Euromotorsport sur le circuit de Surfers Paradise et termine à une honorable 11e place, ce qui lui permet d'inscrire 23 points et de se classer 28e du championnat.
Plus tard, il s'engage en Grand-Am et en Spanish GT Series puis quitte le monde de la compétition pour devenir instructeur de conduite automobile sportive.